# Sayar
Sayar is een bestuurslaag in het regentschap Serang van de provincie Banten, Indonesië. Sayar telt 5340 inwoners (volkstelling 2010).